# Morten Olsen (håndboldspiller)
 Der er flere personer med dette navn, se Morten Olsen (flertydig).
Morten Olsen (født 11. oktober 1984) er en dansk håndboldspiller, der i øjeblikket spiller for Bjerringbro-Silkeborg Håndbold. Han har tidligere spillet blandt andet TSV Hannover-Burgdorf, Saint-Raphaël Var Handball og Viborg HK.
Olsen er vokset op i Osted med sin storebror Henrik og enæggede tvillingebror ved navn Kenneth. De kom til verden med et minuts forskel. Kenneth spillede også håndbold, og i mange år spillede de ungdomshåndbold sammen, og blev sågar U21-verdensmestre sammen i 2005.

## Spillerkarriere
Olsen startede karrieren i GOG Gudme, hvor han spillede fra 2003 til 2005. Han tog derefter til HF Mors i en enkelt sæson, hvor han spillede sammen med sin tvillingebror. I januar 2006 blev han solgt til Viborg HK.
I sommeren 2007 tog han til Bjerringbro-Silkeborg. I 2010 tog han til udlandet for første gang, hvor han skrev kontrakt med den tyske bundesligaklub TSV Hannover-Burgdorf. Her spillede han indtil 2013.
Han tog derefter til franske Saint-Raphaël Var Handball, hvor han spillede i to år. Han blev frigjort tidligt fra sin kontrakt med Saint-Raphaël Var Handball, for at genindtræde hos TSV Hannover-Burgdorf.
Han genindtrådte hos TSV Hannover-Burgdorf 1. juli 2015, efter en kortvarig kontrakt med Al-Rayyan SC.
I 2020 vendte han tilbage til Danmark og GOG. Samme år vandt han pokalturneringen med GOG. Året efter vandt han det danske mesterskab og i 2023 vandt han 'the double'.
I slutningen af 2022-23 sæsonen annoncerede han, at han ville indstille karrieren og blive assistenttræner i TMS Ringsted, men han ombestemte sig og blev i GOG.
Han forlod GOG i november 2023, da han og klubben 'ikke havde tillid til hinanden.' Kort tid efter skrev han kontrakt med Bjerringbro-Silkeborg Håndbold. I april 2025 annoncerede han, at han ville indstille karrieren efter 2024-25 sæsonen.
Han debuterede på landsholdet i 2006, men det ville tage over 10 år før han blev en fast del af truppen. Med landsholdet var han med til at vinde guld ved OL 2016, VM i Danmark i 2019 og i Egypten i 2021. I 2021 stoppede han på landsholdet for at have mere tid til sin familie.